# Boys (píseň, Britney Spears)
Boys (Chlapci) je poslední píseň Britney Spears z jejího třetího řadového alba nazvaného Britney. Píseň byla vydána během třetí čtvrtiny roku 2002.

## Informace o písni
Píseň napsali a produkovali The Neptunes a byla vydána v remixové podobě, kde zpívá s Britney i jeden člen The Neptunes Pharrell Williams.
Píseň zazněla i ve filmu Austin Powers.

## Videoklip
Klip k písni Boys režíroval Dave Meyers, který Britney převlékl do nazdobeného oblečení a poslal ji do společnosti tančících žen na hrad. Dále se Britney prochází kolem bazénu, zatímco Pharrell Williams flirtuje u baru se ženou.
Na konci klipu se objevuje i hlavní hrdina filmu Austin Powers.
Klip byl nominován na MTV Video Music Awards v roce 2003 za nejlepší videoklip.

## Hitparádové úspěchy
Ačkoli se Britney písní Boys vracela hudebně na americkou půdu a očekávalo se od písně víc, skončila na pouhopouhém 109. místě.
V mezinárodním měřítku to byla první píseň Britney, která zaznamenala i neúspěch ve světě. Ve Velké Británii skončila nejlépe na sedmém místě a prodalo se jí 74,000 kusů.

## Umístění ve světě
| Hitparáda      | Umístění |
| -------------- | -------- |
| USA            | 109      |
| Austrálie      | 14       |
| Rakousko       | 18       |
| Belgie         | 7        |
| Brazílie       | 45       |
| Kanada         | 21       |
| Nizozemsko     | 14       |
| Evropa         | 37       |
| Francie        | 55       |
| Německo        | 19       |
| Indonésie      | 8        |
| Itálie         | 30       |
| Japonsko       | 63       |
| Mexiko         | 25       |
| Nový Zéland    | 39       |
| Filipíny       | 1        |
| Švédsko        | 11       |
| Švýcarsko      | 20       |
| Tokio          | 38       |
| Velká Británie | 7        |
| Svět           | 16       |